# Musca paganus
Musca paganus är en tvåvingeart som först beskrevs av Harris 1780.  Musca paganus ingår i släktet Musca och familjen kolvflugor. Inga underarter finns listade i Catalogue of Life.